# حادثة تصادم القطارين أندريا وكوراتو

خريطة إيطاليا.

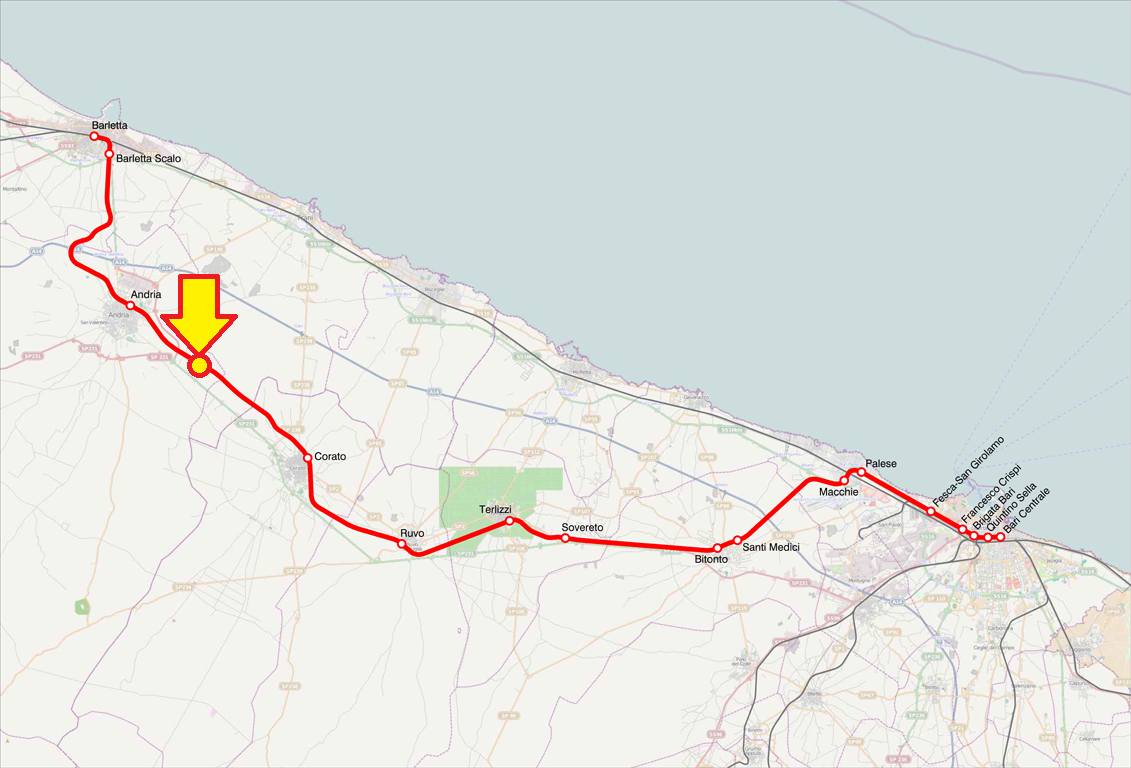
مسار خط قطار باري-بارليتا، مع علامة لموقع الحادث.

في 12 يوليو عام 2016، اصطدم قطاران للركاب وجها لوجه، على مقطع مسار واحد للسكك الحديدية باري-بارليتا، بين بلدتي أندريا وكوراتو في منطقة بوليا في جنوب إيطاليا. قتل 25 شخصا على الاقل وجرح 54 آخرين. أربعة أشخاص في عداد المفقودين . يتم تشغيل امتداد المسار من قبل شركة السكك الحديدية الإقليمية فيرروترامفياريا.

## الخسائر
قتل 25 شخصا على الاقل وجرح 54 آخرين. وذكر أحد السائقين لقى مصرعه، أما الآخر على قيد الحياة ولكن في حالة حرجة. وقتل مزارع كان يعمل على شجرة زيتون بالقرب من موقع الحادث بواسطة قطعة معدنية من الحطام.

## عمليات الإنقاذ
تعقدت عمليات الإنقاذ بسبب عدم وجود الطرق المؤدية إلى موقع الحادث. وتم إنشاء مستشفى ميداني مجاور للوصول لموقع الحادث. تم نقل بعض المصابين جوا بطائرة هليكوبتر طبية إلى المستشفى . ووجه نداء للسكان المحليين للتبرع بالدم. وقد شارك نحو 200 من أفراد خدمات الطوارئ في جهود الإنقاذ،  وكذلك أفراد الجيش.

## ردود الفعل

### المحلية
رئيس الوزراء الإيطالي ماتيو رينزي، قطع زيارته إلى ميلان، وعاد إلى روما. أعرب الرئيس الإيطالي سيرجيو ماتاريلا، تعازيه للحادث، كما أعرب أيضا البابا فرنسيس عن تعازيه وقال رئيس بلدية كوراتو ماسيمو مازيلي عن الحادث واصفاً المشهد قائلا «الحادث كما لو سقطت طائرة من السماء».

### الدولية
- المغرب:بعث الملك محمد السادس برقية تعزية ومواساة إلى رئيس الجمهورية الإيطالية، سيرجيو ماتاريلا، وذلك على إثر حادث اصطدام قطارين قرب مدينة باري، والذي خلف عددا من الضحايا والمصابين.[8]

## التحقيق
الوكالة الوطنية لسلامة السكك الحديدية هي المسؤولة عن التحقيق في حوادث السكك الحديدية في إيطاليا. وقالت شركة السكك الحديدية أنه قد حمينا سجلات الاتصالات التابعه للمحطات في كلا من قسم نهاية المسار الواحد وجعل المكالمات الهاتفية بين سادة المحطة والسائقين. تم العثور على مسجل حدث القطار في أحد القطارين من بين الحطام.

## روابط خارجية
- الجدول الزمني للمسار السكك الحديدية باري-بارليتا. صالحة منذ 20 يونيو 2016
- صورة إي إل 200 مع تصريحات رايلفان لمسار السكة الحديدية باري مع معلومات عن وحدات تشغيل الأرقام التي تم تحطيمها